# Francesco Renga
Francesco Renga est un auteur-compositeur-interprète et chanteur italien de pop né le 12 juin 1968 à Udine, en Frioul-Vénétie Julienne.
Il a gagné le festival de Sanremo en 2005 avec la chanson Angelo.
Universal Music Group est le label sous lequel il a édité ses sept premiers albums.
En 2010, il a consacré à sa femme Ambra Angiolini, la chanson Stai con me écrit par Emilio Munda
Il est annoncé en mars 2018, que Francesco Renga sera coach dans la saison 5 de The Voice en Italie.

## Albums

### Albums studio
- 2001 : Francesco Renga
- 2002 : Tracce
- 2004 : Camere con vista
- 2007 : Ferro e cartone
- 2009 : Orchestraevoce
- 2010 : Un giorno bellissimo
- 2014 : Tempo reale
- 2016 : Scriverò il tuo nome

### Album live
- 2017 : Scriverò il tuo nome Live

### Compilations
- 2012 : Fermoimmagine
- 2014 : The Platinum Collection